# Mercedes Pulido
Mercedes Pulido de Briceño (22 tháng 3 năm 1938 – 23 tháng 8 năm 2016) là một chính trị gia, nhà ngoại giao và nhà tâm lý học xã hội người Venezuela. Bà từng là Bộ trưởng Nhà nước vì sự tham gia của phụ nữ vào sự phát triển từ năm 1994 đến năm 1996. Bà là Chủ tịch của Ban điều hành UNICEF ở cấp quốc tế vào năm 1997.